# St. Anger (single)
 "St. Anger (single)" omdirigeres hertil. For albummet af samme navn, se St. Anger.
"St. Anger" er en single fra Metallicas ottende album af samme navn. Sangen vandt en Grammy Award for Best Metal Performance i 2004. 
Sangen handler om at kontrollere vrede og kanalisere den til positiv energi. Linjerne "Fuck it all and fuckin' no regrets, I hit the lights on these dark sets" fra sangens tekst indeholder henvisning til sangene "Damage, Inc." (fra Master of Puppets-albummet) og til "Hit the Lights" fra debutalbummet Kill 'Em All.
Videoen til "St. Anger" er instrueret af The Malloys og er optaget i San Quentin State Prison i Californien. Bandet spillede på forskellige steder i området til hundredvis af begejstrede indsatte. Det er den første Metallica-video, hvori bassisten Robert Trujillo medvirker. Videoen blev nomineret til en MTV Video Music Award i 2003, der dog blev tildelt Linkin Parks "Somewhere I Belong".
| Musik | Spire Denne musikartikel er en spire som bør udbygges. Du er velkommen til at hjælpe Wikipedia ved at udvide den. |